# Titidius uncatus
Titidius uncatus là một loài nhện trong họ Thomisidae.
Loài này thuộc chi Titidius. Titidius uncatus được Cândido Firmino de Mello-Leitão miêu tả năm 1929.